# Клаштерець-над-Огржим
Кла́штерець-над-О́гржим (чеськ. Klášterec nad Ohří, нім. Klösterle an der Eger) — місто на північному заході Чехії, у районі Хомутов Устецькому краї.
Розташований на лівому березі річки Огрже між Рудними і Доуповськими горами за 36 км на схід від знаменитого курортного міста Карлові Вари і за 6 км на захід від міста Кадань.
Населення міста складає близько 14 300 осіб.

## Історія
Місто заснували бенедиктинці з Постолопрти. В період між 1150 і 1250 рр. вони збудували невеликий монастир, біля якого невдовзі з'явилась церква з приходським цвинтарем і, можливо, монастирська школа. Від цього походить назва міста: чеське слово klášter означає «монастир».
1277 року Пржемисл Отакар II закрив місцевий монастир і приєднав його землі під свій вплив. Згодом поселенням і околицею володіло сімейство Шумбурків, а в першій третині XIV століття землі придбав представник роду Перштайнів, що збудував тут родовий замок. 1352 року в письмових джерелах вперше згадано латинську назву цього поселення — Claustrellum, а 1356 року вперше з'являється німецька назва — Klosterlin.
З XVI по кінець XIX століття ці землі належали роду Тун і Гогенштайн. В цей період було споруджено церкву Пресвятої Трійці в стилі бароко, неоготичний замок з англійським парком навколо.
1794 року в селі Міржетице, що згодом стало частиною міста, було засновано першу чеську порцелянову фабрику. З часом Клаштерець став важливим європейським центром виготовлення порцеляни. Ця галузь і сьогодні представлена в місті під торговою маркою THUN 1974 a.s., що є частиною асоціації EPIAG, куди входять різні порцелянові компанії Altrohlau.